# Contea di Wilson (Kansas)
La contea di Wilson in inglese Wilson County è una contea dello Stato del Kansas, negli Stati Uniti. La popolazione al censimento del 2000 era di 10 332 abitanti. Il capoluogo di contea è Fredonia

## Geografia antropica

### Suddivisioni amministrative

#### Città
- Neodesha
- Fredonia
- Altoona
- Buffalo
- Benedict
- New Albany
- Coyville

#### Unincorporated communities
- Buxton
- Lafontaine
- Rest
- Roper
- Vilas